# Pia Fontana
Pia Fontana (Sacile, 1949 – Venezia, 7 febbraio 2009) è stata una scrittrice e drammaturga italiana.

## Biografia
Pia Fontana nasce a Sacile, in provincia di Pordenone, nel 1949 e si laurea all'Università di Padova.
Esordisce nella narrativa nel 1988 con il romanzo Spokane che vince la seconda edizione del Premio Italo Calvino.
In seguito pubblica altri sei romanzi (più due allegati alla rivista Confidenze), una raccolta di racconti ed alcuni testi teatrali tra i quali La festa per l’imperatore, insignito del Premio Flaiano 2006.
Muore il 7 febbraio 2009 a Venezia.

## Opere

### Romanzi
- Spokane, Venezia, Marsilio, 1988 ISBN 88-317-5078-X
- Il corpo degli angeli, Venezia, Marsilio, 1991 ISBN 88-317-5477-7
- Bersagli, Venezia, Marsilio, 1993 ISBN 88-317-5779-2
- Le ali di legno, Venezia, Marsilio, 1994 ISBN 88-317-5954-X
- Andante spianato, Venezia, Marsilio, 1997 ISBN 88-317-6609-0
- Il pesce arabo, Casale Monferrato, Piemme, 1999 ISBN 88-384-4277-0
- Nessun Dio a separarci, Milano, Mondadori, 2003 ISBN 88-04-51619-4
- É l'amor che ci trascina, Milano, Mondadori Printing, 2006 (allegato a Confidenze)
- Crimini di cuore con Annalucia Lomunno, Milano, Mondadori Printing, 2007 (allegato a Confidenze)

### Racconti
- Sera o mattina, Venezia, Marsilio, 1989 ISBN 88-317-5232-4

### Teatro
- Devozione; Bambole; Il grido, Salerno, Oedipus, 1998